# Román Pérez Romeu
Román Pérez Romeu fue alcalde de Isla Cristina entre 1918 y 1927, y miembro de la Asamblea Nacional Consultiva de 1927 a 1930. Como alcalde realizó importantes labores en favor de la cultura, creando la primera biblioteca de la localidad. Anexionó la barriada de Puente Carreras también conocida como de Román Pérez al municipio y fue nombrado alcalde Emérito de Isla Cristina.

## Biografía
Su padre, Román Pérez López, tesorero del ayuntamiento durante la alcaldía de Serafín Zarandieta en 1894, nació en Nieva de Cameros (Logroño) en 1850 y llegó a Isla Cristina en 1863, donde casó con María de los Dolores Romeu Portas, descendiente de sitgetanos, nacida en Isla Cristina entre 1855 y 1856. Tuvieron cinco hijos, el tercero de los cuales fue Román Serafín, nacido en 1885 en Isla Cristina. Tras varios nombramientos como alcalde entre 1918 y 1927, pasa a la presidencia de la Diputación provincial el 23 de marzo de 1927, momento en que abandona definitivamente la alcaldía.

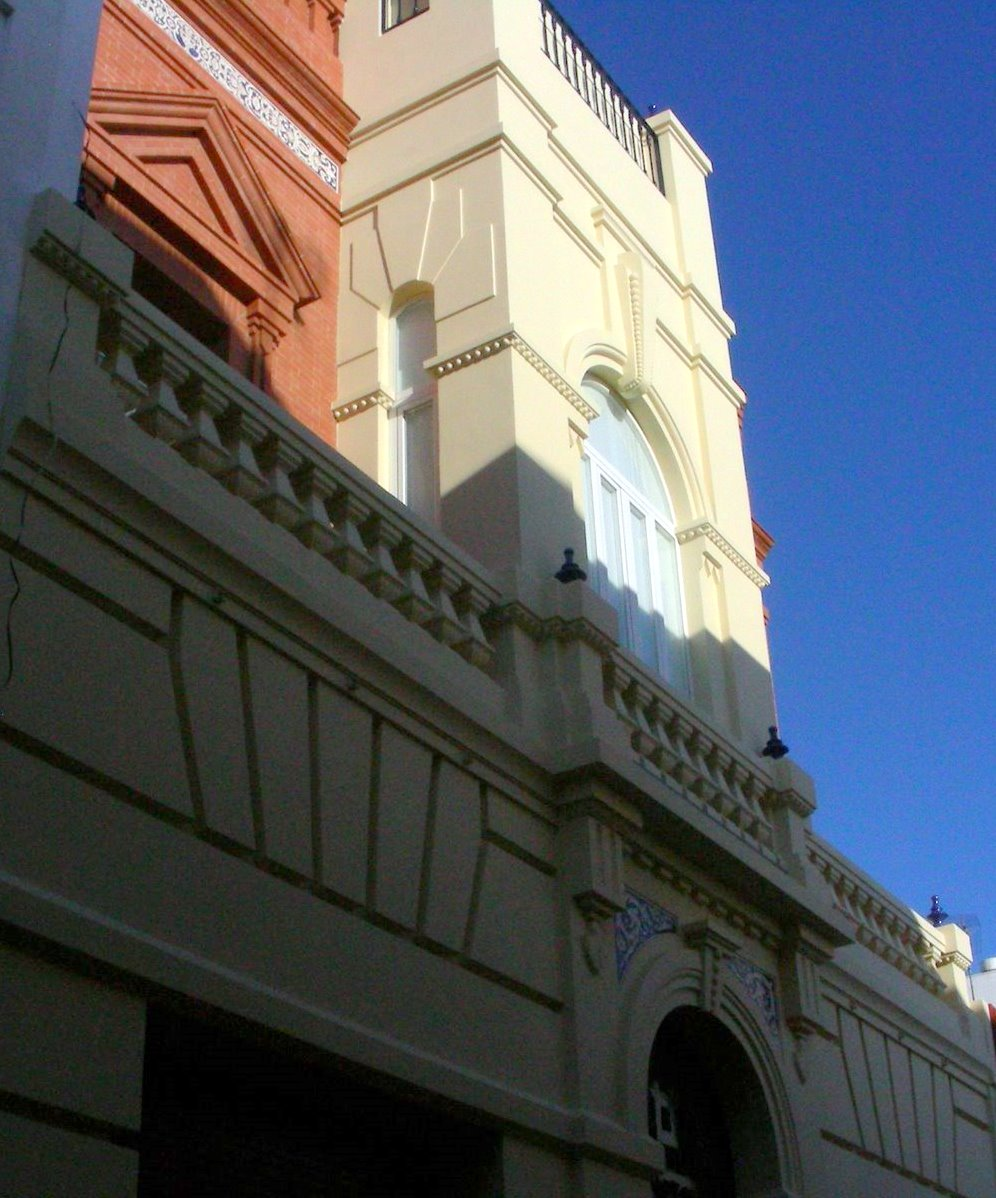
Casa de Román Pérez, actual biblioteca de Isla Cristina.

En 1918 se concluyó la casa donde residiría y que actualmente es la biblioteca municipal. Se casó con María Adelaida Caballero Cuchí el 6 de mayo de 1918. Tuvieron cinco hijos: María de los Ángeles, Ángel, María Adelaida, María Antonia y Román.
En 1921 como amigo personal de Blas Infante Pérez, le invita a impartir una coferencia en el Teatro Victoria
El 12 de octubre de 1926 es elegido presidente de la Diputación provincial. Su casa perteneció a la familia Pérez-Romeu hasta su venta al ayuntamiento en 1987 durante la alcaldía de Enrique Nárdiz Girón, que no se hizo efectiva hasta su pago (7 millones de pesetas) en 1997. Actualmente es la biblioteca municipal de Isla Cristina, como homenaje al alcalde que hizo posible la primera biblioteca de la ciudad. Pasó sus últimos días en Isla Cristina, donde murió el 8 de diciembre de 1947.

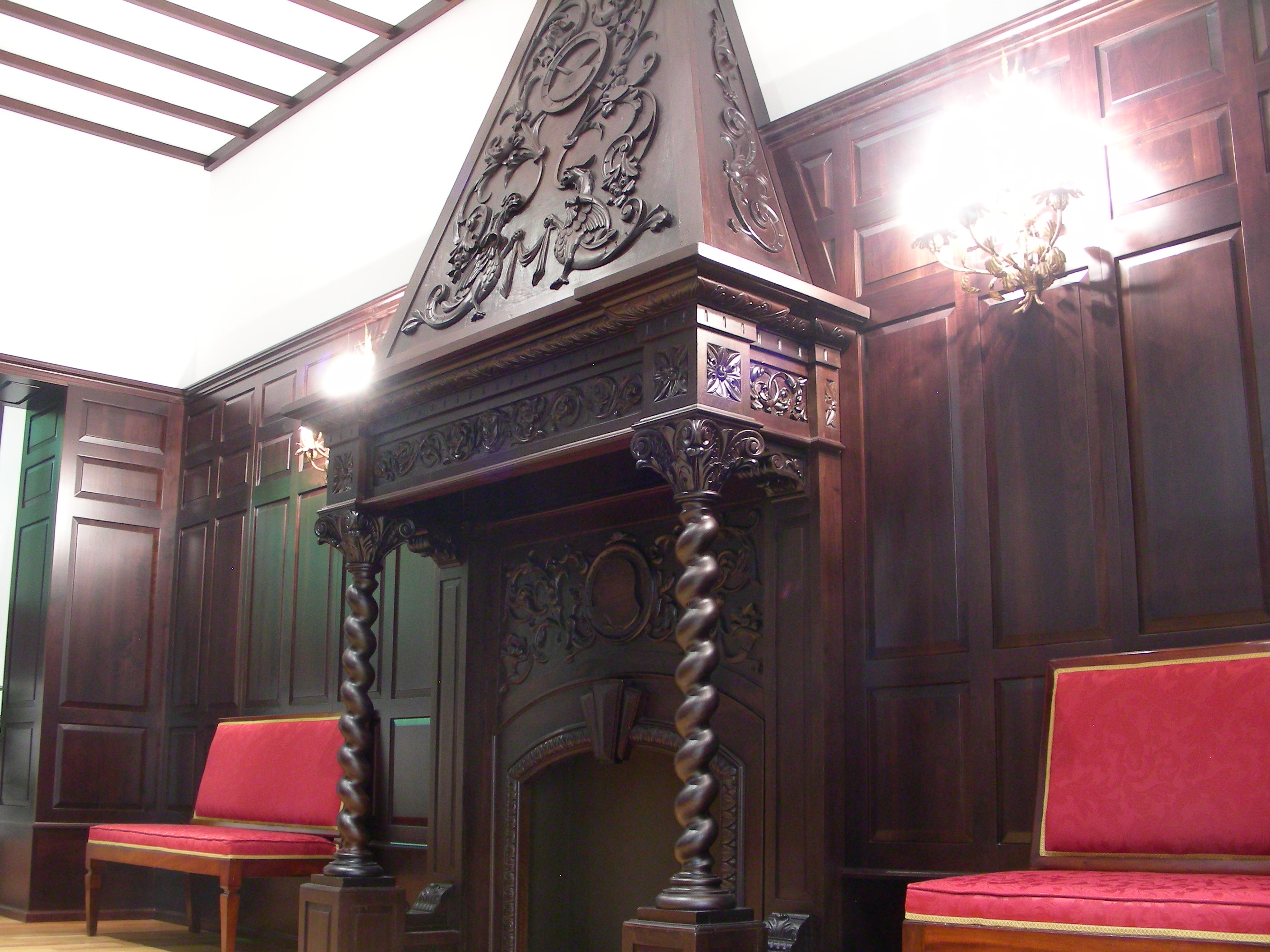
Sala de la chimenea de la casa de Don Román, actual biblioteca de la ciudad, usada para recepción de autoridades.

Debido a la época en que vivió, pudo ejercer mucha influencia gracias a sus vínculos y su riqueza, afortunadamente ejerciéndolo de forma provechosa para la recientemente nombrada ciudad.

## Logros
Don Román Pérez Romeu fundó la primera biblioteca de la ciudad en 1919, donando 4.000 volúmenes de su fondo personal. Además, pavimentó el paseo de las Palmeras con losas de cemento y, entre 1922 y 1925, instaló a ambos lados del paseo, junto a los típicos bancos de hierro y las antiguas farolas (actualmente instaladas en la plaza de la Paz), ocho bancos enlosados artísticamente y una fuente que presidía el paseo, por aquel entonces llamado avenida de Tejero, hoy avenida de Ángel Pérez. Los cuatro bancos de la zona central eran los famosos bancos-biblioteca, que poseían

...libros estudiantiles, así como de autores literarios célebres y diccionarios completos, que potenciaron la formación cultural de nuestra juventud en las décadas de los años 20 y 30.
Breve historia de Isla Cristina por Radio Isla Cristina, 2001

Los azulejos de los bancos incluían pasajes del Quijote de Cervantes. También hizo la donación del Grupo Escolar Ntra. Sra. de los Ángeles, actualmente reconstruido como colegio público con el nombre original y el de su hermano Ángel (Ángel Pérez - Ntra. Sra. de los Ángeles), así como la capilla de Ntro. Padre Jesús del Gran Poder, de estilo neogótico. Igualmente, hizo crear una edición de "El Ingenioso Hidalgo Don Quijote de la Mancha" que donaría a las escuelas nacionales en 1916.
Otro de los éxitos de su mandato constituyó la cesión por parte del ayuntamiento de Ayamonte de la barriada de Puente Carreras, nombre que le venía de la ría y a su vez del empresario isleño que instaló allí sus fábricas. Este acontecimiento tuvo lugar el 18 de julio de 1922, curiosamente, la misma fecha en la que 14 años más tarde estallaría la Guerra Civil.
Por todos sus logros, fue nombrado Hijo Predilecto y Alcalde Honorario Perpetuo, y recibió la gran cruz de la Orden de Isabel la Católica en 1925.

## Distinciones y condecoraciones
- Caballero gran cruz de la Orden de Isabel la Católica por la difusión de la cultura en 1925.